# Bernhard Vogelsang
Bernhard Vogelsang  (* 11. November 1895 in Elsfleth; † 31. Mai 1970 in Bremerhaven) war ein deutscher Geschäftsführer und Politiker (SPD) in Bremerhaven. Er war Mitglied der Bremischen Bürgerschaft.

## Biografie

### Ausbildung und Beruf
Vogelsang war als Geschäftsführer in Bremerhaven tätig.

### Politik
Vogelsang war seit den 1920er Jahren Mitglied in der SPD. Bei einer Wahlveranstaltung der SPD Anfang 1933 bei Weiß in Speckenbüttel (heute Union) rief er mutig in den Saal: „Als Adolf Hitler noch kein Deutscher war...“. Die Polizei löste deshalb die Versammlung auf, die Reichsbannerleute der SPD mussten flüchteten. Bis zum Juni 1933 verhaftete die politische Polizei der Nationalsozialisten fast sämtliche führenden Sozialdemokraten und Gewerkschafter aus Wesermünde, am 2. Mai 1933 u. a. Landgraf, Vogelsang, Seidel, Kammerahl, Menkens, Haltendorf und Kassebohm.
Vogelsang war von 1947 bis 1959 für die SPD rund 12 Jahre lang Mitglied in der Bremischen Bürgerschaft und wirkte in verschiedenen Deputationen und Ausschüssen der Bürgerschaft.